# Ciclina L1
La ciclina L1 (CCNL1) es una proteína y el principal miembro de la familia de las ciclinas L, codificada en humanos por el gen CCNL1. La ciclina L1 ha sido identificada como potencial oncogén. La ciclina L1 es una importante reguladora de la progresión normal del ciclo celular a través de su capacidad para unirse y activar proteín-quinasas y parece ser que la ciclina L1 ejerce ese tipo de acciones en la transición de las fases G0/G1.

## Características
La principal isoforma de la ciclina L1 contiene un dominio proteico rico en serina-arginina que le pueden conferir el punto de unión con otras proteínas. El gen CCNL1 es inducido por varios factores de crecimiento de manera inmediata al inicio de la fase G0 del ciclo celular. La ciclina L1 está confinado a una región peculiar del núcleo celular, agrupaciones de gránulos intercromatínicos o compartimentos de factores de ayuste, los «speckles», manchas o motas. Con la excepción de algunos instantes durante la metafase, la ciclina L1 se encuentra obligada al espacio intranuclear por motivo de un segmento en su secuencia dentro del dominio RS.
La ciclina L1 y la ciclina L2 tienen más del 80% de homología, mientras que la ciclina L1 tiene homología en aproximadamente 30% con la ciclina T1, T2 y la ciclina K.

## Interacciones
La ciclina L1 ha demostrado ser capaz de interaccionar con: 
- CrkRS,[5] una voluminosa quinasa dependiente de ciclina presente en las motas nucleares.[6][7]
- Cdk11,[8] una proteína nuclear que promueve el splicing de ARNm.[9]
- Cdk12,[5][10] una proteína que promueve la reparación de recombinaciones homólogas.[11]
- CDC2L5,[10] una proteína quinasa con posible asociación al splicing de ARNm.[12]